# عفونت ویروسی نیپا
عفونت ویروس نیپا (انگلیسی: Nipah virus infection) یک بیماری ویروسی است که توسط ویروس نیپا ایجاد می‌شود. از علائم این ویروس تب، سرفه، و تنگی نفس است که ممکن است منتهی به کما بشود.